# Ballspiel-Verein Borussia 1909 e. V. Dortmund II
O Ballspiel-Verein Borussia 1909 e. V. Dortmund II, mais conhecido por BVB II. é uma agremiação esportiva alemã de Dortmund, na Renânia do Norte-Vestfália. É o segundo time do Borussia Dortmund, composto em sua maioria por jogadores com até 23 anos. Atualmente, compete pela 3. Liga. Manda seus jogos no estádio Rote Erde.

## Elenco atual
Temporada 20/21.
Legenda:
- : Capitão